# Yngve Johansson (ishockeymålvakt)

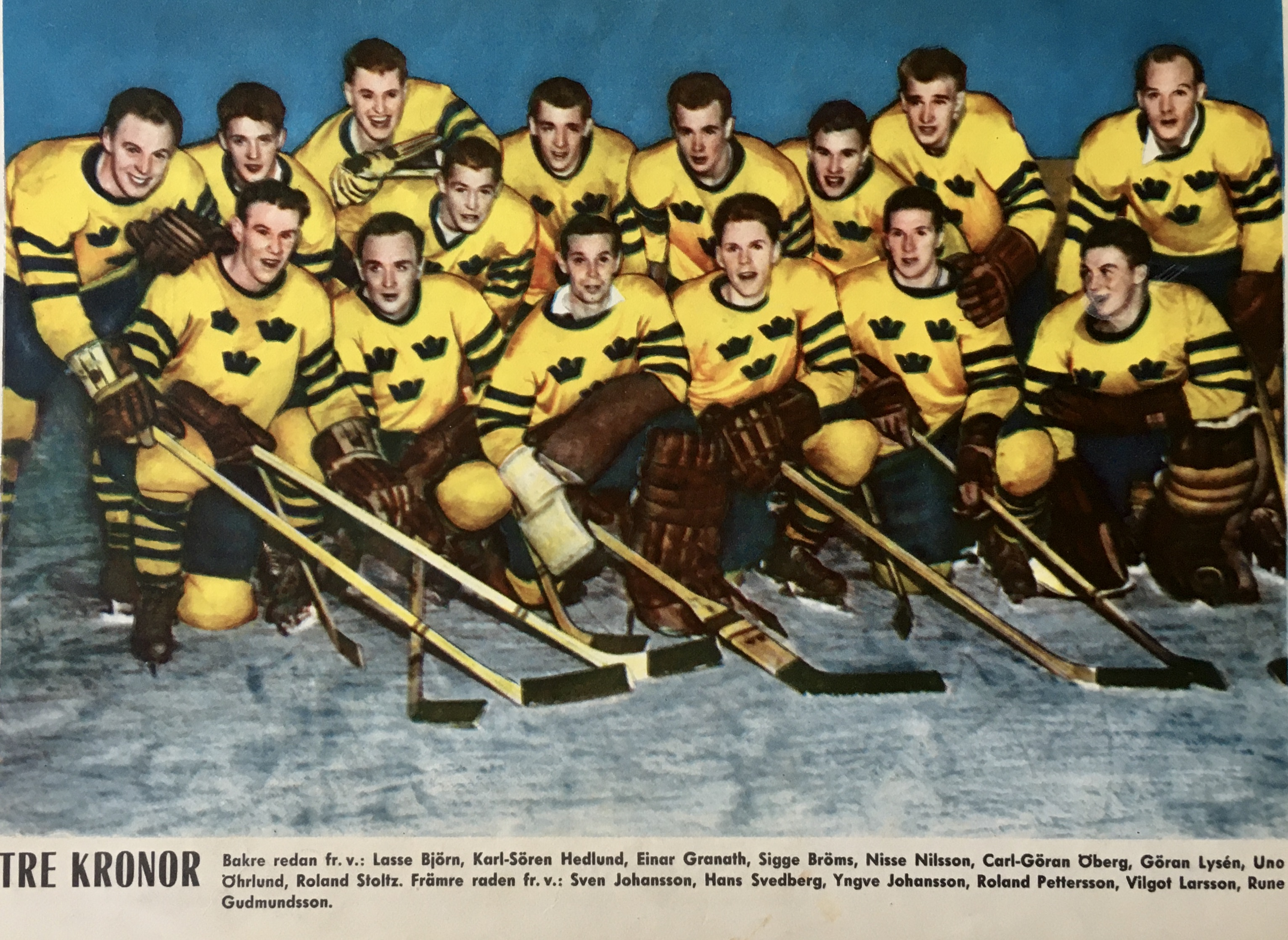
Tre Kronor i november 1958, från vänster, stående: Lasse Björn, Karl-Sören Hedlund, Einar Granath, Sigge Bröms, Nisse Nilsson, Carl-Göran "Lill-Stöveln" Öberg, Göran Lysén, Uno "Garvis" Öhrlund, Roland "Rolle" Stoltz; främre raden: Sven "Tumba" Johansson, Hasse Svedberg, Yngve Johansson, Roland "Sura-Pelle" Pettersson, Vilgot "Ville" Larsson och Rune Gudmundsson.

Yngve Martin Johansson, född 21 januari 1929 i Sofia församling i Stockholm, död 6 december 2002 i Enskede församling, var en svensk ishockeymålvakt i Djurgårdens IF och Tre Kronor.
Yngve Johansson spelade i Djurgården från 1947 till 1962, femton säsonger, och vann SM i ishockey åtta gånger. Han spelade för Sverige i två VM-turneringar 1955 och 1959. Bägge gångerna slutade Sverige femma.
Efter sin aktiva karriär blev han tränare i ishockey, bland annat i Hammarby IF mellan åren 1971 och 1973.

## Meriter
- SM-guld 1950, 1954, 1955, 1958, 1959, 1960, 1961, 1962
- VM-femma 1955 = EM-brons
- VM-femma 1959 = EM-brons

### Fotnoter
1. ↑  ”Laguppställningar år för år i EM, VM och OS”. Svenska Ishockeyförbundet. Arkiverad från originalet den 26 augusti 2019. https://web.archive.org/web/20190826204953/http://www.swehockey.se/TreKronor/TreKronor/laguppstallningariemvmochos/. Läst 26 augusti 2019.

- Presentation och statistik för Yngve Johansson som spelare  på Elite Prospects.